# Valeri Brainin
Valeri Brainin (ros. Валерий Борисович Брайнин, Walerij Borisowicz Brajnin; także Willi Brainin-Passek; ur. 27 stycznia 1948 roku w Niżnym Tagile) – poeta, tłumacz, eseista, muzykolog i kompozytor rosyjsko-niemiecki.